# Heinz Schneiter

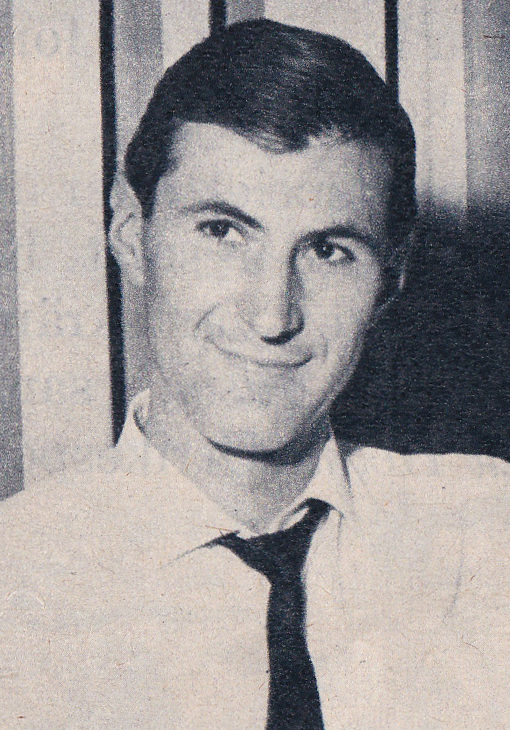
Heinz Schneiter (1961)

Heinz Schneiter (* 12. April 1935 in Thun, Kanton Bern; † 4. Juli 2017) war ein Schweizer Fussballspieler, der es in den Jahren 1957 bis 1966 in der Nationalmannschaft auf 44 Länderspieleinsätze mit drei Toren brachte.

## Leben
Beruflich war Heinz Schneiter von 1966 bis 1998 als Leiter einer Bankfiliale der Spar + Leihkasse in Bern im Berner Vorort Bethlehem tätig.

## Sportliche Karriere

### Vereine
Schneiter begann in seiner Heimatstadt beim FC Thun seine Fussballkarriere. Mit dem FC Thun erreichte er deb Cupfinal 1955 gegen den FC La Chaux-de-Fonds. Nach seinem Wechsel zu den Young Boys Bern erlebte er die Erfolgsserie der Berner in der Nationalliga A. Viermal in Folge feierten die Schützlinge des deutschen Altinternationalen Albert Sing in den Jahren 1957 bis 1960 die Meisterschaft in der Schweiz. Im heimischen Wankdorfstadion waren die Schwarz-Gelben eine Macht. Der Cupsieg kam 1958 im Wiederholungsspiel gegen den Grasshopper Club Zürich hinzu.
Ihre Leistungsstärke demonstrierten Schneiter und Kollegen 1959 auch im Europa-Cup der Meister. Nach Erfolgen über MTK Budapest und den SC Wismut Karl-Marx-Stadt scheiterten sie erst im Halbfinal gegen den französischen Meister Stade Reims. In den Wettbewerben 1960 und 1961 kam das Aus gegen die Deutschen Meister Eintracht Frankfurt und Hamburger SV. Nach seinem Wechsel 1962 zum Club seines Nationalmannschaftskameraden Ely Tacchella, zu Lausanne-Sports, stellten sich auch im Stade Olympique de la Pontaise weitere Titelgewinne ein. Zuerst gewann Schneiter 1964 mit 2:0 Toren den Cup gegen La Chaux-de-Fonds und 1965 die Meisterschaft in der Nationalliga A vor seinem alten Club Young Boys Bern. Auch mit Lausanne war das sportliche Abschneiden im Europa-Cup der Cup-Sieger 1965 – man scheiterte erst am späteren Cup-Sieger West Ham United – beachtenswert. Damit hatte sich sein «historischer Wechsel» zu Lausanne mit der erstmals erreichten Transfersumme für einen Schweizer über 100'000 Franken bezahlt gemacht. Nach zwei weiteren Runden bei den Young Boys beendete er 1969 seine aktive Karriere als Spielertrainer bei seinem Heimatverein FC Thun. 1970 trat Schneiter als Coach und Krisenmanager erneut in den Dienst der Young Boys.

### Nationalmannschaft

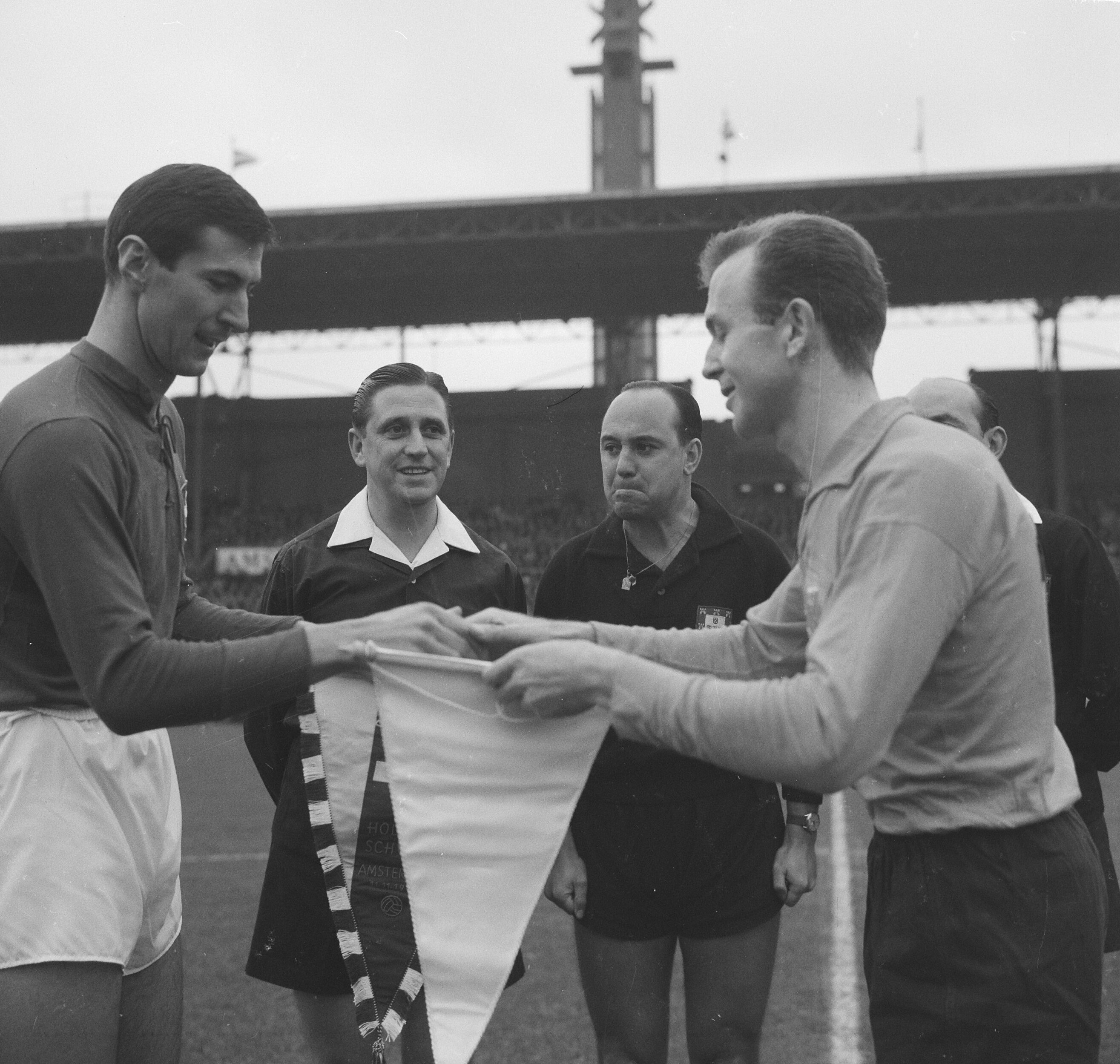
Heinz Schneiter (links) und Fons van Wissen beim EM-Qualifikationsspiel Niederlande – Schweiz am 11. November 1962 in Amsterdam

Beim WM-Qualifikationsspiel am 10. März 1957 in Madrid gegen Spanien debütierte Schneiter in der «Nati». Das 2:2 gegen die mit internationalen Stars gespickte spanische Auswahl – Kubala, Di Stefano, Suarez, Gento – war vor 70'000 Zuschauern mehr als ein Achtungserfolg der Schweizer. Bei der erfolgreichen Qualifikation zur Weltmeisterschaft 1962 in Chile erlebte er ein Hoch und ein Tief: Er erhielt einen Platzverweis bei der 0:4-Niederlage am 28. Mai 1961 in Stockholm gegen den Vizeweltmeister Schweden und erzielte per Kopfball den Siegtreffer beim Entscheidungsspiel am 12. November 1961 beim 2:1-Erfolg in Berlin. Bei der Weltmeisterschaft in Chile bestritt er alle drei Gruppenspiele. Bei der 1:2-Niederlage gegen Deutschland erzielte er ein Tor. Am 5. Juni 1963 war er aber auch Mitglied der «Nati», die mit 1:8 Toren in Basel eine herbe Schlappe gegen England erlitt. Bobby Charlton zeichnete sich dabei mit drei Toren aus. Erfreulicher waren die Spiele in der Qualifikation für die Weltmeisterschaft 1966 in England gegen Nordirland, Albanien und die Niederlande. Die Schweizer setzten sich mit Nati-Captain Schneiter durch und nahmen damit in Folge zum zweiten Mal an der Weltmeisterschaft teil. Auf der Insel war sein Einsatz im ersten Gruppenspiel gegen Deutschland am 12. Juli 1966 in Sheffield sein 44. und letzter Einsatz in der Nationalmannschaft. Zum 5:0-Erfolg der Truppe von Trainer Helmut Schön steuerten Franz Beckenbauer und Helmut Haller je zwei Tore bei, Sigfried Held konnte sich einmal in die Torschützenliste eintragen.